# Bastien, Bastienne
Pour les articles homonymes, voir Bastien et Bastienne.
Pour plus de détails, voir Fiche technique et Distribution.
Bastien, Bastienne est un film français réalisé par Michel Andrieu, sorti en 1979. Dans ce film à l'intrigue romanesque, se déroulant en 1916 en France, l'opéra Bastien und Bastienne de Mozart est un élément parallèle qui structure le récit.

## Synopsis
Dans une grande propriété à la campagne ne vivent que des femmes et des enfants. Les maris sont soit morts, soit au front. La période troublée exacerbe les relations entre les deux belles-sœurs, Catherine et Suzanne, qui ne s'aiment guère. Les servantes tendent de calmer les disputes. Pendant ce temps, leurs fils respectifs, les trois garçons Yves, Éric et Jean-Charles, insouciants, entreprennent de monter une représentation de l'opéra de Mozart Bastien et Bastienne. Mais le front se rapproche, et bientôt, comme les gens du village, ils devront tous quitter la grande maison.

## Fiche technique
- Titre : Bastien, Bastienne
- Réalisation : Michel Andrieu, assisté de Jacques Kébadian
- Scénario : Michel Andrieu
- Image : Renan Pollès
- Cadreur : Gérard de Battista
- Décors : Hilton McConnico
- Costumes : Hilton McConnico
- Son : Michel Brethez
- Montage : Chantal Colomer
- Musique : Wolfgang Amadeus Mozart
- Production : Jean-Jacques Touboul
- Gestion de la production : Marco Couchot, Vincent Darasse et Willy Rameau[2]
- Société de production : Agence française d'images, FR3 Cinéma
- Pays d'origine :  France
- Format : Couleurs (Eastmancolor) - 35 mm - Mono
- Genre : drame musical
- Durée : 105 minutes
- Dates de sortie : 
  -  Canada : 11 septembre 1979 (Festival international du film de Toronto ) (première)
  -  États-Unis : octobre 1979 (Festival international du film de Chicago)
  -  France : 16 janvier 1980
  -  Japon : 4 novembre 1989

## Distribution
- Juliet Berto : Catherine
- Anna Prucnal : Suzanne
- Orane Demazis : Georgette
- Béatrice Bruno : Marie
- Serge Dambrine : Yves / Bastien
- Matthieu Lacaille : Jean Charles / Colas
- Emmanuel Prat : Éric / Bastienne
- Jacques Chailleux : le dragon